# 완풍대군
이원계(李元桂, 1330년~1388년 10월 23일)는 1388년에 음독 자결로써 순국한 사후, 1872년에 추존 환왕 조선 환조 이자춘(李子春)의 왕자 완풍대군(完豊大君)으로 추서된, 고려 말기의 공민왕·우왕·창왕 시대의 무신 겸 관료 및 충신(忠臣)이고 절신(節臣)이자, 문신·장군이며, 시인(詩人)이었다.
본은 전주(全州)이고, 전주 완풍대군파(全州 完豊大君派)의 파조(派祖)이기도 한데, 부왕(아버지)은 환조 이자춘(李子春)이며, 이원계 자신과 아울러 함께 포함하여 장성한 형제들 4명이서 모두 짚어보면, 형제들 가운데 맏형인 완풍대군 이원계 본인 자신의 제법 장성코도 출세했던, 그의 3인의 배다른 남동생들로는 영성대군 이천계(李天桂)와, 조선 초대 군주 태조 이성계(李成桂)와, 의안대군 이화(李和)가 있었다.
1358년(공민왕8년)에 홍건적의 난 이후로도, 두 차례의 홍건적의 침략을 거듭 격퇴하여, 결국 29세에 고려의 전투 공적의 2등 공신으로 책록되었다. 또한 그는 이듬해 1359년(공민왕9년)에도, 변안렬 장군 등과 함께 왜구의 침공을 물리쳤다. 1376년 북원 황제가 고려 국왕으로 임명한 심왕 탈탈불화가 입국한다는 보고에 따라 국경 방비를 강화할 때 동지밀직이었던 그는 원수가 되어 서북 지역의 방어의 임무를 담당하였다. 고려의 충신이자 절신이었던 그는 이복 동생 이성계의 위화도 회군에 반대했으며, 결국 아우 이성계가 고려를 멸망시키려는 뜻을 알고 절명시를 남긴 뒤, 며칠 후 음독 자결로써 스스로 숨을 거뒀다.
고려말 시대에 홍건적과 왜구를 격퇴시킨 공로로써, 척산군(陟山君)에 봉군되었고, 뒤에 다시 완산군(完山君)으로 개봉(改封)되었다. 사후 1392년 조선 건국 후 완산백(完山伯)에 추봉되었다. 1872년(고종 9년)에 완풍대군(完豊大君)으로 추봉(追封)되었다. 시호는 양평(襄平)이다.

## 생애

### 생애 초반
1330년(고려 충숙왕 17년)에 원나라 쌍성총관부 화령부(和寧府, 후일의 함경도 영흥부) 흑석리(黑石里)에서 태어났으며 태조 이성계의 이복 형이며, 아버지는 환조 이자춘이고 어머니는 한산 이씨 정실 부인이다. 그의 조상들은 대대로 전주에 살다가 고조할아버지 이안사의 대에 전라도 전주부에서부터 원나라 쌍성총관부로 이주해 왔다.
4살 때 어머니를 여의었는데, 아버지 이자춘의 계실 의혜왕후 영흥 최씨는 어머니 외가의 성을 따라서 아버지 조조는 성을 최씨로 이름은 한기로 하여 영흥 최씨로 하였다 곧 태조 이성계의 생모가 된다.
조선 태조실록 총서에 의하면 어린 시절부터 그와 이성계, 이화, 이토록 배다른 3형제는 우애가 상당히 매우 두터워 항상 같은 곳에서 함께 거처하였다고 한다. 그는 유년시절부터 문무(文武)를 겸전하여 가문을 일으킬 재목으로 기대되었다. 그는 유학의 경전(經典)에 통달하고 시(詩)도 잘 지었고, 말타기와 활쏘기 등에도 능했다.

### 홍건적 토벌과 야인 격퇴
1358년(고려 공민왕 8년)과 1359년(고려 공민왕 9년)에 홍건적(紅巾賊)이 압록강을 건너 침입, 노략질을 하자 이를 격퇴하였다. 그는 공민왕 때에 두 차례에 걸친 홍건적의 침입을 격퇴하여 공을 세우고 전공 2등공신에 책록되었는데, 특히 2차 침입 때는 조천주(趙天柱) 등과 함께 장군 안우(安祐)의 휘하에 종군 출정하여 홍건적을 격퇴하고 개경을 수복하는 데에 공적을 세워, 본격적으로 무관 2등공신에 녹선되었다. 1361년 홍건적의 2차 침입 시절 종3품 내부령(內府令)으로 재직 중이었는데 그는 안우(安祐) 등과 함께 고려군을 이끌고 박주(博州)에서 홍건적을 크게 격파하였다. 1362년에는 홍건적이 개경(開京)까지 쳐들어오자 이들과 교전하여 물리치는데에 공적을 세워 1363년에 또다시 2등 공신에 책록되었다. 이때 그간의 공훈에 의해 그는 척산군(陟山君)에 봉군(封君)되었다.
1366년 동생 이성계와 함께 아버지 이자춘을 보필하여 원나라로부터 쌍성(雙城) 지역을 회복하는데 기여했으며, 이후 누차 홍건적(紅巾賊)과 왜구(倭寇)를 토벌하여 공을 세웠다.
1375년(고려 우왕 1) 원나라 군주였던 북원 순제가 충렬왕의 증손 탈탈불화를 고려 국왕으로 임명하여 고려로 내려보내자, 김의(金義) 등이 내통하여 국경을 넘어 신주(信州)에 도착하였다. 이때 그는 보고를 받고, 동지밀직사사(同知密直司使)로서 원수(元帥)가 되어 출정, 서북방면으로 넘어오는 탈탈불화의 군대를 막아내어 국경 밖으로 내쫓았다.

### 왜구 격퇴
이어 1377년(고려 우왕 3)에는 왜구가 강화도에 침입하자 상원수(上元帥) 나세(羅世)의 휘하로 종군, 강화에서 왜구를 격퇴하고 1380년(우왕 6년) 3월에 왜구가 또다시 광주와 능성(綾城: 능주)·화순 두 현을 침범하자 원수(元帥)로서 최공철(崔公哲)과 함께 나가 전라도 방어의 임무를 맡았다.
호남을 침략한 왜구를 막았고, 그해 왜구가 충정·전라·경상 3도의 연해에서 노략질을 하자 양광도순찰사(楊廣都巡察使)에 임명되어 군사를 이끌고 변안렬(邊安烈)과 함께 출전하여 3도도순찰사인 이성계를 도와 남원(南原) 운봉(雲峰)에서 크게 왜구와 싸워 승리하였다.
그 해 황산 대첩에서 이성계를 도와 왜구를 격퇴하는 데 공을 세웠으며, 1388년 요동 정벌 때에는 우군도통사 이성계의 휘하에서 조전원수(助戰元帥)로 출전하였다. 그는 동생인 이성계의 위화도 회군에는 반대했다. 1388년 요동 정벌(遼東 征伐) 때에는 팔도도통사 조전원수(助戰元帥)로 출전하였다가 회군 5개월 뒤에 죽었다. 1390년(공양왕 2년) 회군공신에 책록되었다.

### 위화도 출정과 죽음
1388년 요동정벌(遼東征伐)이 결정되고 팔도총도통사에 최영, 좌군도통사에 조민수, 우군도통사에 이성계가 임명되고, 그는 팔도총도통사 최영의 휘하 조전원수(助戰元帥)로 출전하였다. 위화도에 이르렀을 때 우군도통사(右軍都統使)인 이성계가 회군(回軍)하려 하자 그는 처음에는 고려의 신하로서 차마 그럴 수 없는 일이라며 반대하였다. 그러나 이성계는 회군을 주장했고 결국 회군이 결정되었다. 그는 대세(大勢)를 거스를 수 없어 마침내 회군에 협조하게 되었다. 위화도 회군 당시 이성계를 만류한 일로 그는 회군 후 공신 책록과 조선 개국 후 동생 의안대군 이화와는 달리 그보다 낮은 2등공신에 책봉되었다.
환조 이자춘이 1329년(15세 때)에 한산 이씨를 정실 아내로, 이외 천출 여인은 첩실로 각각 맞았는데 2남(적장남 李元桂, 서차남 李天桂)과 1녀(적장녀 이씨)를 낳았고 이원계(李元桂)는 적장남으로 1330년에 태어났다. 유력 가문이 아니었던 어머니 한산 이씨가 1334년(이원계 나이 5세)에 사망하였다. 이후 이자춘은 지역의 천호이면서 부자인 최한기의 딸 영흥 최씨와 두 번째 결혼하여 태조 이성계와 1녀(적차녀)를 낳았다. 1335년에 태어난 이성계(李成桂, 1335년 ~ 1408년)는 이복 형으로 깍듯이 대접하였다. 참고로 언급하자면, 구분상으로써 고려 말기의 당시에는 첩실의 소생 아들만 서자일지언정, 정실부인(본부인)과 둘째부인의 구별만 있을 뿐 서자라는 개념이 없었다. 이원계는 한산 이씨에서 나온 장남으로 정실 부인의 아들(적장남)이었고 이성계는 두번 째 부인 소생의 아들(적차남)이었다. 태조에 이르러 권신인 하륜과 이숙번의 왕실 족보 조작으로 인하여 정실 부인인 한산 이씨를 측실로 조작하여 기록하였고 이는 왕통 정통성을 확보하기 위한 조작으로 볼 수가 있다. 이에 근거로 목은 이색의 구신도비문과 동문선 15권과 119장에 수록된 내용을 보면 확인 할 수 있다. 따라서 이원계의 동생인 이천계와 원계의 아들 이양우는 태조의 족보 조작에 대한 불만을 표출한 바 있어 조정에 불경죄를 범하기도 한다. 그러나 위화도 회군 후 환조 이자춘의 장남 이원계는 고려의 충신으로 형제간의 우를 범할 수 없어 그 유명한 절명 유언시를 남기고 세상을 떠난다. 그는 고려 충신이었던 공은 충신불사이군(忠臣不事二君)의 신념을 지켜 네 아들에게 “너희는 나와 입장이 다르니 숙부(태조고황제)를 도와서 충효를 다 하여라.” 유언하고, 유시(遺詩)를 남기고 1388년 10월 23일 서거하였다. 후일 이원계가 남겼다는 절명시 한 수가 구전으로 전해지고 있다.
이 나라 땅 안에 이 몸 둘 곳이 어데일꼬, (三韓故國身何在 삼한고국신하재)
죽어 지하에서 태백중옹을 만나 놀고 싶어라.
(地下願從伯仲遊 지하원종백중유)
같은 처지에서 마름질[處身]함이 다르다 말 마오,
(同處休云裁處異 동처휴운재처이)
형만 땅에는 바다에 뗏배 띄울 일 없어라.
(荊蠻不必海桴浮 형만불필해부부)

이 시는 1908년(순종 2) 18세 종손 철재가 진정하여 왕의 윤허를 받아 정릉(定陵) 오른쪽에 있던 무덤을 수축할 때 지석에 음각되어 있어서 재확인되었다.
공은 처음에 척산군(陟山君)에 봉해졌고 오랑캐 토벌과 왜구 토벌의 혁혁한 전공으로 다시 추충절의보리공신 삼중대광 완산군에 올랐다. 태조고황제는 등극 후 완산백(完山伯)으로 추봉하고 `양평'이란 시호를 내렸다. 형만(荊蠻)은 옛날 중국(中國)의 한족(漢族)의 문명(文明)을 아직 받지 못한 민족(民族)들이 살던 양자강(揚子江) 이남(以南)의 땅이다. 태백과 우중은 조카 창에게(주나라 문왕) 보위를 넘기고자 형만으로 망명을 하였고, 백이와 숙제, 이성계와 이원계, 양녕대군과 효령대군은 같은 형제로서 다른 형제에게 왕권을 넘기고자 은둔한 형제들이었다. 태백과 우중이 은둔하여 자리를 피하였던 것에 반하여 몸을 피하지 않고 목숨을 끊는 행위로 고려충신들과 신흥사대부 대치 세력간의 화해를 적극적으로 해결 하고자 하는 처지로 처신(마름질)을 달리함을 탓하지 말라는 뜻이다.

## 사후
그가 남긴 절명시를 후손들은 철저하게 비밀로 함구하였고, 이성계나 태종 이방원의 귀에 들어가지 않게 되었다. 그의 시신은 함경남도 함주군 동천면 경흥리(함흥)의 아버지 이자춘의 묘소인 정릉(定陵) 오른쪽에 안장되었다. 아들 이양우와 완산부원군 이천우는 조선의 개국공신이었다. 1901년 북청(北靑)의 삼의사(三義祠)와 1909년 함경남도 이원(利原)의 선원사(璿源祠)에 배향되었다.
사후 고종 즉위 후 태조 이성계의 4대조를 추존하는데, 왕자의 예에 따라 증직을 받지 못한 것을 감안하여 1872년(고종 9년) 완풍대군으로 추봉하였다. 따라서 완풍군, 완산군, 척산군 등은 그의 생전의 작위였다.
1950년 6.25 전쟁 이후 그의 묘소를 방문할 수 없어 후손들은 1984년 경기도 양평군 양서면 대심리 능곡마을 부락에 천향지소인 흥경단을 설치하고, 매년 음력 10월 첫 일요일에 제사를 봉행한다

## 가계
- 부: 환조(李子春, 1315년 ~ 1361년 6월 3일(음력 4월 30일))
- 모: 초배 한산 이씨(後宮 韓山 李氏, ? ~ 1334년)
- 계모: 의혜왕후
  - 이복 동생: 태조 이성계(太祖 李成桂)
- 부인 : 초배 삼한국대부인(三韓國大夫人) 개성 김씨
  - 아들 : 완원부원군 이양우 (完原府院君 李良祐)
    - 손자 : 선평군 흥발
    - 손자 : 선성군 흥제
    - 손자 : 선산군 흥로

  - 아들 : 완산부원군 이천우 (完山府院君 李天祐, 1354년 ∼ 1417년)
    - 손자 : 여양군 굉
    - 손자 : 여성군 완
    - 손자 : 여흥군 선

  - 딸 : 전주이씨
  - 사위 : 이인우(李仁雨, 1393년 이전 사망)
  - 사위 : 장담(張湛, ? - 1400년 2월 4일)
- 부인 : 계배 삼한국대부인 경주 김씨
  - 아들 : 완남평부원군 이조 (完南平府院君 李朝)
    - 손자 : 여안군 군실
- 부인 : 삼배 삼한국대부인(三韓國大夫人) 남평문씨, 문익점의 셋째딸.
  - 아들 : 완령군 원윤 이백온 (完寧君 元尹 李伯溫)
    - 손자 : 여강군 영석

  - 딸 : 전주이씨
  - 사위 : 노신(盧愼)
  - 딸 : 신혜택주 이씨(信惠宅主 李氏)
  - 사위 : 변중량(卞仲良)
  - 사위 : 유정현(柳廷顯), 명나라 영락제의 후궁 공헌현비 권씨(恭獻賢妃 權氏) 가문의 인척
  - 딸 : 전주이씨
  - 사위 : 홍로(洪魯), 이혼
  - 사위 : 변처후(邊處厚), 재혼

딸은 여러 명이었는데 이원계의 맏딸은 이인우(李仁雨)에게 시집갔다가, 다시 장담(張湛)에게 시집을 갔다. 둘째는 변중량(卞仲良)에게 시집갔다가 다시 유정현(柳廷顯)에게 시집갔고, 막내딸은 홍로(洪魯)에게 시집갔다가 다시 변처후(邊處厚)에게로 재가하였다. 태종은 재혼 여성의 자손을 출사를 금지시켰지만 이복 백부 이원계의 딸들에게는 예외를 적용하였다.
장녀 이씨의 두번째 남편인 결성군(結城君) 장담(張湛)은 불교승려였다가 환속하였다.

## 완풍대군이 등장한 드라마
- 《개국》(KBS, 1983년, 배우:김경하)
- 《용의 눈물》(KBS, 1996년~1998년, 배우:이성웅)

## 같이 보기
| - 환조 - 태조 이성계 - 의안대군 - 태종 이방원 - 정몽주 - 정도전 - 민제 - 민변 - 이의방 | - 이양무 - 문익점 |

## 참고 자료
- 「왜 조선은 정도전을 버렸는가」, 아버지와 형과 아들, 이한우 저, 21세기북스(2009년, 33~37p)
- 「한권으로 읽는 조선왕조실록」, 동복누나 정화공주, 박영규 저, 웅진닷컴(2004년, p)
- 이현중, 여말 선초 완풍대군 이원계의 생애와 사상:동서철학연구 20(한국동서철학회, 2000)
- <전주이씨 완풍대군파보>
- 이훈섭, 완풍대군 이원계 공의 절명성인시에 관한 인생경영론적 연구, 한국전통상학회, 《한국전통상학연구 18》 (한국전통상학회, 2001)
- 송백헌, 완풍대군과 부해시, 『개신어문연구 제22집』 (충북대 개신어문학회, 2004)